# Castello di Blackness

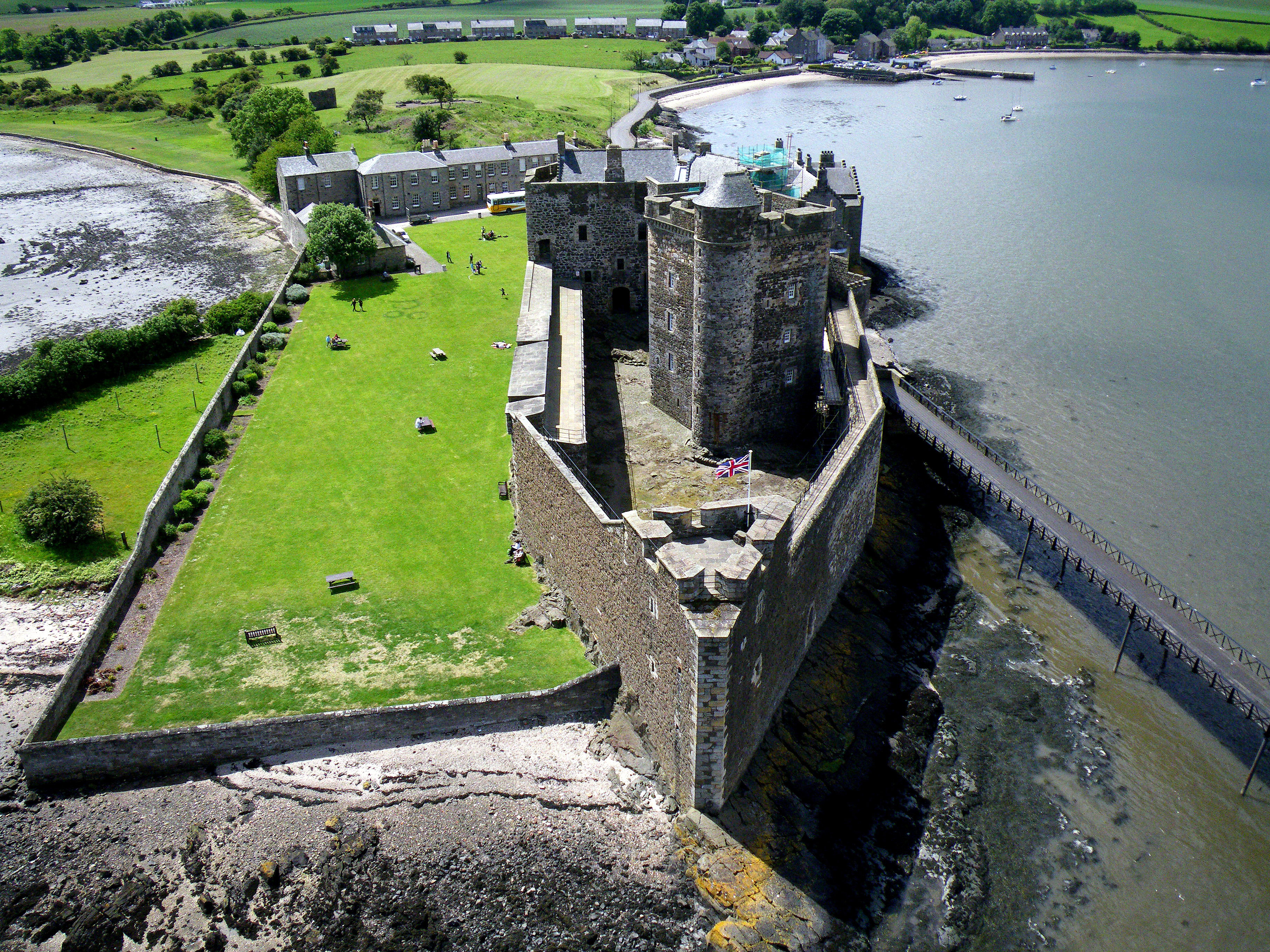
Veduta panoramica del castello di Blackness

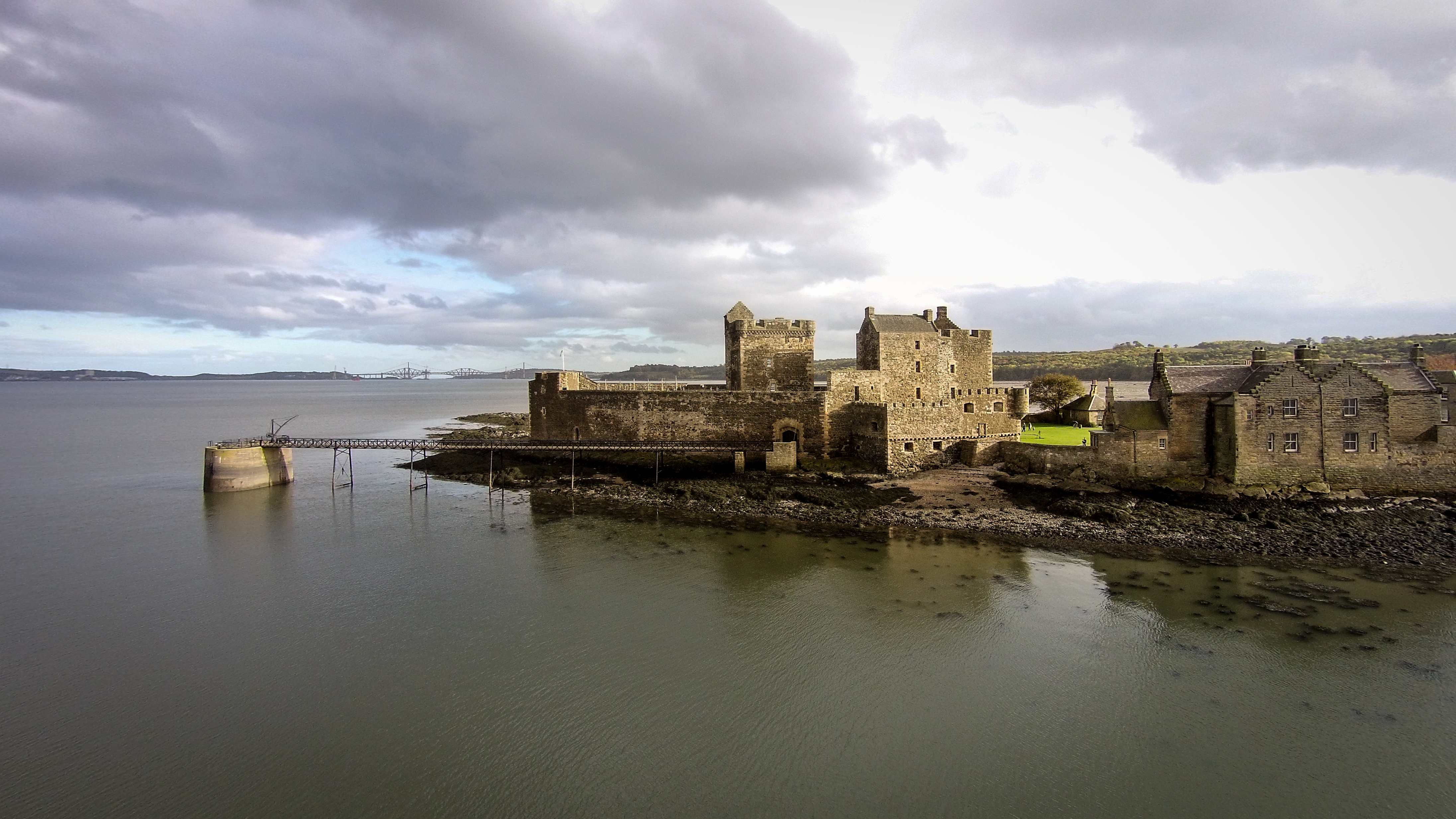
Altra veduta panoramica del castello di Blackness

Il castello di Blackness (in inglese: Blackness Castle) è un castello fortificato del villaggio scozzese di Blackness, nell'area di consiglio di Falkirk, fatto costruire negli anni quaranta del secolo da Sir George Chrichton ed ampliato tra il 1536 e il 1543.
Il castello, ora di proprietà dello Historic Environment Scotland, svolse vari funzioni, tra cui quella di fortezza reale, prigione, accampamento per prigionieri e deposito per le armi ed è stato utilizzato varie volte come set cinematografico.

## Storia
Nel 1430, l'ammiraglio George Chrichton, membro della potente famiglia famiglia Chrichton, acquisì la tenuta di Blackness e negli anni quartanta del XV secolo volle costruire una residenze privata nel luogo dove sorgeva un tempo un'antica fortezza. Al 1449 risale quindi la prima menzione del castello di Blackness.
Dopo la morte di George Chrichton, avvenuta nel 1453, la proprietà di Blackness venne ceduta a re Giacomo II di Scozia e il castello di Blackness divenne  una fortezza reale, funzione che avrebbe mantenuto per molti anni.
Nel 1536, in un periodo di crescente tensione tra Inglesi e Scozzesi, re Giacomo V di Scozia affidò a James Hamilton di Finnart un progetto di ampliamento del castello.  I lavori di ampliamento, durarono fino al 1543: durante questo periodo, le mure vennero rialzate e aumentate di spessore (che raggiunse i 5,5 metri) e il castello di Blackness divenne una delle più imponenti fortezze scozzesi.
Nel 1542 avrebbe dovuto essere trasferita nel castello di Blackness per motivi di sicurezza la neonata regina Maria, che però non giunse mai in loco.
In seguito, nel marzo del 1651 il castello di Blackness venne conquistato dalle truppe di Sir Oliver Cromwell nel corso della campagna di Scozia. Dopo questo attacco, il castello cadde in rovina, ma fu restaurato nel 1660 con il reinsediamento di Carlo II.
Nel 1668, la torre del castello venne trasformata in prigione.
Nel 1707, il castello di Blackness fu indicata tra le quattro fortezze che avrebbero dovuto proteggere il sud della Scozia da possibili attacchi da parte degli eserciti delle Highlands.
In seguito, a partire dal 1759, il castello di Blackness venne utilizzato come accampamento per ospitare i prigionieri di guerra francesi, funzione alla quale l'edificio venne adibito fino al 1815. In quel periodo, il castello ospitò, nel corso degli anni, circa 45.000 prigionieri.
Quindi, tra gli anni settanta del XIX secolo e il 1912 e poi nuovamente nel corso della prima guerra mondiale, il castello di Blackness venne utilizzato come il principale deposito per le munizioni della Scozia.
Il castello di Blackness terminò le sue funzioni militari nel 1918, anno in cui venne aperto al pubblico per le visite turistiche.
L'edificio fu quindi sottoposto ad un'opera di ristrutturazione tra il 1925 e il 1936, opera che mirava ad eliminare le modifiche effettuate a partire dal 1870 per restituire al castello il suo aspetto di fortezza medievale.
Nel 2012, il castello di Blackness accolse circa 16.000 visitatori.

## Architettura
Il castello si erge lungo la sponda meridionale del corso del fiume Forth e si affaccia sui docks di Rosyth.
Il castello è a forma di nave, struttura che gli ha valso il soprannome di "The Ship that Never Sailed", ovvero "la nave che non è mai salpata".
La struttura comprende tre torri, ovvero la Torre Centrale, di quattro piani, la Torre meridionale e la Torre Settentrionale (dove si trovano le prigioni).
Si dice che il castello possieda una via sotterranea, che condurrebbe alla House of the Binns, antica residenza della famiglia Dalyell.

## Il castello di Blackness nella cultura di massa
- Il castello di Blackness è stato utilizzato per rappresentare il castello di Elsinore nel film del 1990, diretto da Franco Zeffirelli e con protagonisti Mel Gibson e Glenn Close, Amleto (Hamlet)[2][4][7]
- Il castello di Blackness è stato utilizzato come una delle location del film del 2008, diretto da Neil Marshall e con protagonista Malcolm McDowell, Doomsday - Il giorno del giudizio (Doomsday)[8]
- Il castello di Blackness è stata una delle location della serie televisiva del 2014 Outlander[2][4][6]
- Il castello di Blackness è stata una delle location del film del 2018, diretto da Josie Rourke e con protagonisti Saoirse Ronan e Margot Robbie, Maria regina di Scozia (Mary Queen of Scots)[5]